# Alfa Romeo 1900
Alfa Romeo 1900 — спортивный седан, разработанный Орацио Пулиджой для компании Alfa Romeo в 1950 году. Это был первый автомобиль Alfa Romeo, поставленный на поточное производство. Это был также первый автомобиль Alfa Romeo на раздельном шасси и первая Альфа для левостороннего движения. Автомобиль был представлен впервые в 1950 году на Парижском Автосалоне.

## Berlina/Sprint
1900 предлагалась в двухдверном и четырёхдверном исполнении с новым 1,884 см³ четырёхцилиндровым Twin Cam двигателем (диаметр цилиндра 82,55 мм, ход поршня 88 мм). Автомобиль был просторный и простой, но в то же время быстрый и спортивный. Слоган Alfa во время продаж данной модели был такой: «Семейная машина, выигрывающая гонки», так тонко намекая на успех автомобиля в Targa Florio, Stella Alpina и других гоночных соревнованиях. В 1951 году короткая колесная база 1900C (где c for corto по-итальянски - "короткий") была представлена публике. Её колесная база была всего 2,500 мм. В том же году дебютировал 1900TI с более мощным двигателем 100 л.с. (75 кВт). Двигатель имел увеличенные клапана, высокую компрессию и оснащался двумя карбюраторами. Два году спустя 1900 Super и 1900 TI Super, а также 1900 Super Sprint с 1975 куб.см (диаметр цилиндра 84,5 мм, ход поршня не изменился) двигателем были представлены. TI Super оснащалась двумя карбюраторами и выдавал 115 л.с. (86 кВт). Трансмиссия в основном была 4-ступенчатая, но были и 5-е версии на модификации Super Sprint. На всех моделях устанавливались барабанные тормоза. 1900 имела независимую переднюю подвеску: двойные рычаги, пружины и амортизаторы и живую заднюю подвеску.
Производство данного автомобиля на заводе в Милане продолжилось до 1958 года. Всего было выпущено 21304 автомобиля, включая 17390 седанов.
Шасси была разработано очень специфично, что позволило разным тюнинг-ателье модифицировать кузов. Самое примечательное тут — это дизайн от Zagato модели 1900 Super Sprint Coupe с улучшенным двигателем и самодельным кузовным дизайном. Кроме того, Alfa Romeo 1900M AR51 (или «Matta») являлся полноприводным внедорожным автомобилем, построенным на 1900-й серии.

## Spider (кабриолет)
Шасси от 1900 использовался многими тюнинг-ателье для производства единичных моделей или мелкосерийного производства. Carozzeria Touring выпустила три версии кабриолета на основе 1900. А также они были сделаны на купе SS, выпускаемые той же компанией под именем Touring. Carrozzeria Stabilimenti Farina — тюнинг-ателье, основанное в 1919 году Джованни Фариной, старшим братом Батисты «Пинин» Фарина. Stabilimenti Farina выпустил 48 кабриолетов, построенных на шасси 1900 L и имели название Victoria Cabriolet Stabilimenti Farina. Кроме того, Carrozzeria Ghia S.p.A. выпустила пару купе с открытым верхом, одна из них получила имя «boat car», выпущенная в 1956 году. Данная модель была разработана Джованни Мичелотти(Giovanni Michelotti) по запросу богатых итальянцев, которые имели две страсти: «Riva» яхты и женщины, и их любовницы. В результате машина не имела ни дверей, ни стеклоочистителей. Швейцарская тюнинг-компания Worblaufen также выпускала кабриолет на базе 1900.

### 1954 Alfa Romeo 1900 Sport Spider
В 1954 году, Alfa Romeo выпустила 2 spider и 2 купе, использовав похожее шасси как на C52 Disco Volante. В Bertone Франко Скаджлионе(Franco Scaglione) спроектировал два уникальных алюминиевых кузова для купе и для spider. Купе стал известен как Alfa Romeo 2000 Sportiva. Модель весила всего 910 кг и выдавала 138 л. с. (103 кВт). Ускорение данной модели стоит на уровне с самыми современными автомобилями, а максимальная скорость примерно 220 км/ч (137 миль/ч).

## Двигатели
| Модель   | Объём         | Мощность    | Макс. скорость                              |
| -------- | ------------- | ----------- | ------------------------------------------- |
| 1900     | 1,884 куб. см | 80-90 л. с. | 103 миль/ч (166 км/ч)-106 миль/ч (171 км/ч) |
| TI       | 1,884 куб. см | 100 л. с.   | 170 км/ч                                    |
| Super    | 1,975 куб. см | 90 л. с.    | 160 км/ч                                    |
| TI Super | 1,975 куб. см | 115 л. с.   | 180 км/ч                                    |

## IKA Bergantin
Industrias Kaiser Argentina выпускала данную модель в 1960—1962 годах под именем IKA Bergantin в Аргентине. Кузов и подвеска была от 1900 Berlina, а двигатель устанавливался с линейки Willys: 2.5 литровый 151 л. с. L4 и 3.7 литровый 226 л. с. L6.

## Галерея
- 1900 SS Ghia (1954)
- 1900 C Super Sprint Touring (1954)
- 1900 C Sprint Touring Superleggera
- 1900 Super Sprint
- 1900C Super (1956)
- 1900 CSS Zagato
- 1900 SS Zagato
- Ghia Speciale 1900 CSS
- 1900C Berlinetta Touring Superleggera (1952)
- 1900C Touring 1954
- 1900 L Victoria Cabriolet 1952 Stabilimenti Farina